# Oleksandr Dmytrijew
Oleksandr Jurijowytsch Dmytrijew (ukrainisch Олександр Юрійович Дмитрієв, englische Transkription: Oleksandr Dmytriiev; * 20. Juli 1987) ist ein ukrainischer Volleyballspieler.

## Karriere
Dmytrijew spielte für verschiedene Vereine in Charkiw. Später wechselte der Zuspieler nach Krasnoperekopsk. 2017 wurde er vom Bundesligisten Volleyball Bisons Bühl verpflichtet.